# Evlija Čelebi
Evlija Čelebi (osmanskou turečtinou Evliya Çelebi اوليا چلبى, či Derviş Mehmed Zilli; 25. března? 1611 Istanbul – 1682 Káhira) byl osmanský cestovatel, který ve svých zápiscích (Seyhatname, cestopis) zaznamenal život v řadě zemí v polovině 17. století, a to jak některých částech Osmanské říše, tak i v krajích za jejími hranicemi (např. v Rusku). Prošel mnohými městy, zdokumentoval místní zvyky, význam a velikost jednotlivých tehdejších sídel, jakož i mnoho statistických údajů - od počtu domů až po náboženské složení. Svá zjištění z cest shrnul do knihy Seyahatname. Účastnil se také řady bojů na straně sultána Mehmeda IV. proti Rakousku a dalším zemím.